# Nonno va a Washington
Nonno va a Washington (Grandpa Goes to Washington) è una serie televisiva statunitense in 11 episodi trasmessi per la prima volta nel corso di una sola stagione dal 1978 al 1979.
È una sitcom incentrata sulle vicende di Josephus "Joe" Kelley, un insegnante di scienze politiche che si ritira e si fa eleggere al Senato degli Stati Uniti.

## Personaggi e interpreti
- Sen. Joe Kelley, interpretato da Jack Albertson.
- Maggiore Generale Kevin Kelle, interpretato da Larry Linville.
È il figlio di Joe e generale del Pentagono.
- Rosie, interpretato da Sue Ane Langdon.
È la moglie di Kevin.
- Kevin Kelley, Jr, interpretato da Sparky Marcus.
È il figlio di Kevin e Rosie.
- Kathleen Kelley, interpretato da Michele Tobin.
È la figlia di Kevin e Rosie.
- Jenny Campbell, interpretato da Sandra Kerns.
- Tony DeLuca, interpretato da Tom Mason.
- Madge, interpretato da Madge Sinclair.
È la segretaria di Joe Kelley.

## Produzione
La serie fu prodotta da Paramount Television. Le musiche furono composte da Artie Butler.

### Registi
Tra i registi della serie sono accreditati:
- Larry Elikann in 3 episodi (1978-1979)
- George Tyne in 2 episodi (1978)

## Distribuzione
La serie fu trasmessa negli Stati Uniti dal 7 settembre 1978 al 16 gennaio 1979 sulla rete televisiva NBC. In Italia è stata trasmessa con il titolo Nonno va a Washington.

## Episodi
| Stagione       | Episodi | Prima TV USA |
| -------------- | ------- | ------------ |
| Prima stagione | 11      | 1978-1979    |